# Agrostis fallax
Agrostis fallax é uma espécie de gramínea do gênero Agrostis, pertencente à família Poaceae.